# I.M. Hobson
I.M. Hobson (11 de agosto de 1935-29 de diciembre de 2003) fue un actor estadounidense.
Debutó en el cine en la multipremiada All That Jazz (1979) de Bob Fosse y trabajó en Broadway y en teatros regionales, formaría parte del elenco original de la obra Amadeus. Entre las películas más conocidas en las que trabajó se encuentran Barton Fink (1991) y The Hudsucker Proxy (1994) de los hermanos Coen, y Drácula, de Bram Stoker (1993) de Francis Ford Coppola. Además participó en algunos capítulos de series como Tales from the Darkside (1983), Saved by the Bell (1990), Seinfeld (1992) y Lucky Luke (1993).
Falleció en el año 2003 tras un accidente automovilístico.

## Filmografía
- The Hudsucker Proxy (1994) ... Board Member
- Cabin Boy (1994) ... Headmaster Timmons
- Amos & Andrew (1993) ... Waldo Lake
- Samantha (1992) ... Father O'Rourke
- Drácula, de Bram Stoker (1992) ... Hobbs
- Hero (1992) ... Waiter/Captain
- Newsies (1992) ... Gammon, Sun publisher
- Memoirs of an Invisible Man (1992) ... Maitre d'
- Barton Fink (1991) ... Derek
- Heart of Dixie (1989) ... The Govenor
- Hello Again (1987) ... Butler
- Annie (1982) ... Drake
- All That Jazz (1979) ... Cast of NY/LA